# Miklós Lukács

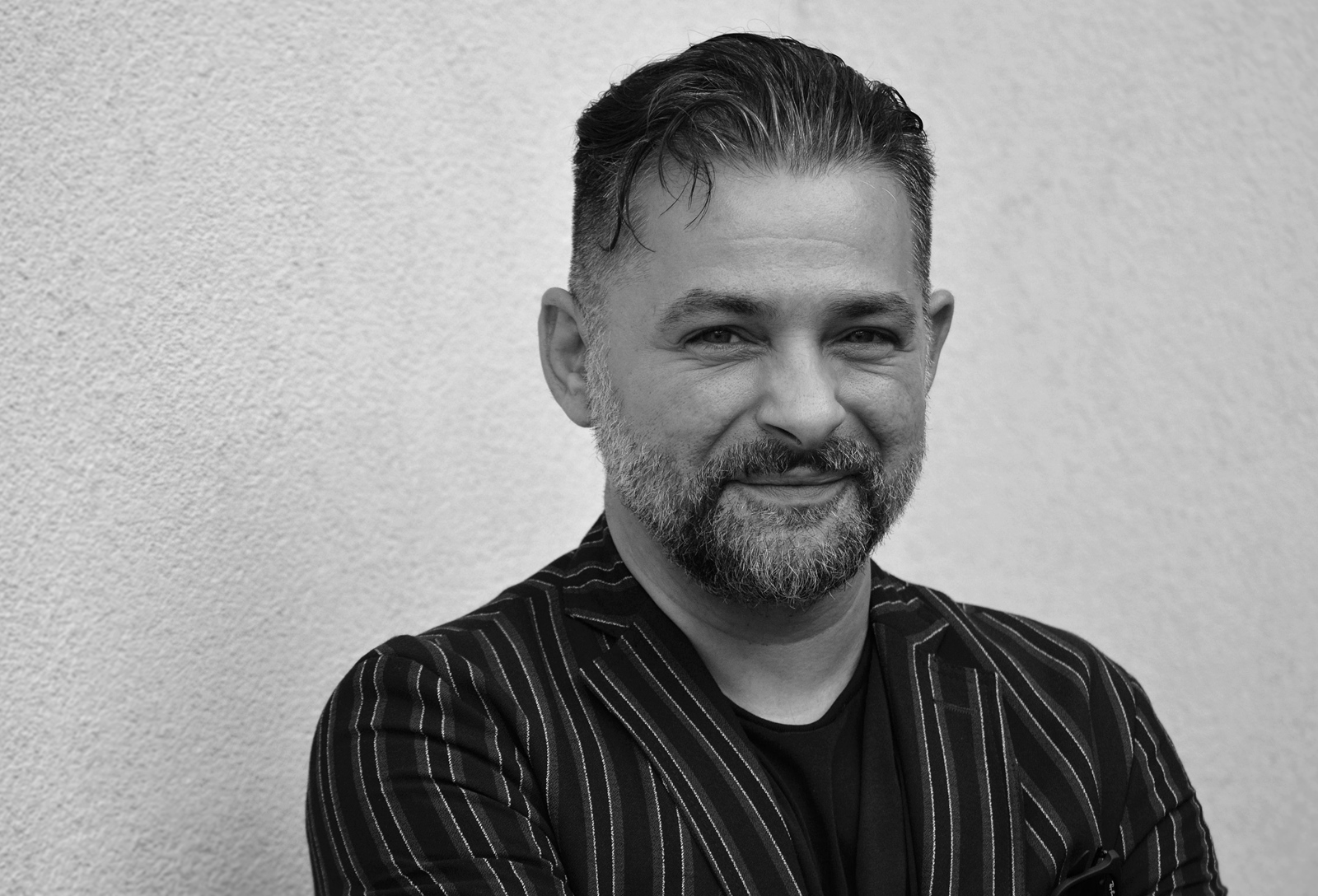
Miklós Lukács

Miklós Lukács (* 9. Januar 1977 in Törökszentmiklós) ist ein ungarischer Spieler des Cimbalom, der sowohl in der Klassik als auch im Jazz hervorgetreten ist.

## Leben und Wirken
Lukács erhielt von früher Kindheit an Musikunterricht, später dann auf dem Béla-Bartók-Konservatorium und der Franz-Liszt-Musikakademie. In der Klassik interpretierte er die Ungarischen Rhapsodien von Franz Liszt, aber auch Werke, die Péter Eötvös für das Cimbalom komponierte, mit zahlreichen international renommierten Orchestern, etwas dem Orchestre de la Suisse Romande, dem BBC Symphony Orchestra, RAI National Symphony Orchestra, den Warschauer Philharmonikern oder dem Philharmonischen Staatsorchester Hamburg.
Als Jazzmusiker spielte er im Quartett von Mihály Dresch, in der East Side Jazz Company, der Elemér Balázs Group und in weiteren ungarischen Combos, bevor er 2006 sein eigenes Quintett gründete. Mit seinem Cimbiosis Trio entstanden seit 2014 zwei Alben. Auch trat er mit Charles Lloyd (Wild Man Dance), Archie Shepp, Chris Potter, Steve Coleman, Herbie Mann, Uri Caine und Chico Freeman auf. Weiter gehört er dem Platypus Trio von Michael Schiefel an, mit dem er 2014 auch ein Album vorgelegt hat. Mit Viktor Tóth und dem Bassisten György Orbán bildete er das Tóth Viktor Arura Trió.
Er konzertierte auf dem Yehudi Menuhin Festival und dem Warschauer Herbst ebenso wie auf dem London Jazz Festival, dem Moers Festival und den Jazzfestivals in Ljubljana und Cork.
Lukács ist auch als Komponist hervorgetreten und hat kammermusikalische Werke ebenso verfasst wie Theatermusiken. Er lehrte seit 2001 an der Tanz- und Musikschule Talentum; seit 2011 ist er am Snétberger Music Talent Center tätig.

## Diskographische Hinweise
- Mihály Borbély Quartet: Meselia Hill (2004)
- Béla Szakcsi Lakatos / Miklós Lukács: Check It Out, Igor (2005)
- Fellegajtó (2005, mit Irén Lovász, Zoltán Mizsei, Balázs Szokolay Dongó, Zoltán Farkas, Csaba Gyulai)
- East Side Jazz Company: Fata Morgana (2006, mit István Elek, Ágnes Lakatos, Mihály György, Tibor Csuhaj-Barna, György Jeszenszky)
- Mitsoura: Dura Dura (2008)
- Dresch Quartet: Ritka madár (2009)
- Miklós Lukács - Kálmán Balogh: Cimbalomduó - Négykezes cimbalomra (2009)
- Ozone featuring Miklós Lukács: This Is C'est La Vie (2010, mit Christophe Monniot, Emil Spányi, Joe Quitzke)
- Miklós Lukács, Michael Schiefel, Carsten Daerr, Mátyás Szandai: Gondellied in the Sahara (2010)
- Miklós Lukács, Trio BraamdeJoodeVatcher, Ferenc Kovács: Quintet (2010)
- Mihály Borbély Balkan Jazz Project, feat. Theodosii Spassov: Live at Fonó (2011)
- Cimbalom Concertos (2012)
- Grzegorz Karnas Trio feat. Lukács Miklós: Audio Beads (2012, mit Adam Oleś, Michał Miśkiewicz)
- Mihály Dresch - Miklós Lukács: Labirintus (2013)
- Miklós Lukács, Larry Grenadier, Eric Harland: Cimbalom Unlimited (BMC, 2016)
- Mátyás Szandai, Mathias Lévy, Miklós Lukács: Bartók Impressions (BMC, 2018)
- Lukács Miklós-Cimbiózis 5tet: Lux et Umbra (Fonó Records, 2018)
- László Gőz, György Kurtág Jr., Miklós Lukács: Creation (BMC, 2019)
- Lukács Miklós Cimbiózis Trió & Ligeti Ensemble: Responses to Ligeti. (BMC Records, 2024)